# 18403 Atsuhirotaisei
18403 Atsuhirotaisei este un asteroid din centura principală de asteroizi.

## Descriere
18403 Atsuhirotaisei este un asteroid din centura principală de asteroizi. A fost descoperit pe 13 ianuarie 1993 la Kitami de Kin Endate și Kazuro Watanabe. Asteroidul prezintă o orbită caracterizată de o semiaxă mare de 2,63 ua, o excentricitate de 0,31 și o înclinație de 3,6° în raport cu ecliptica.